# Arinna

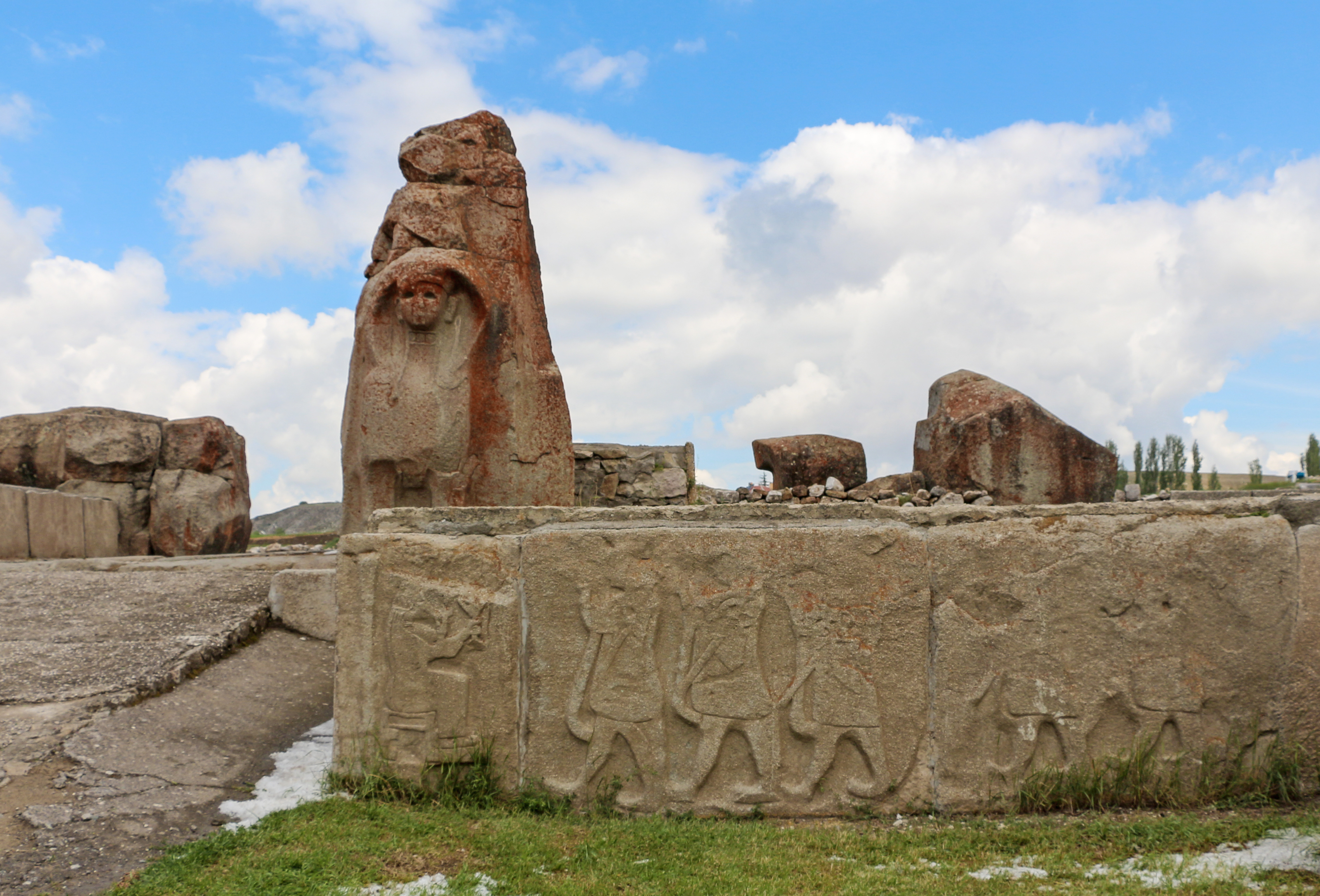
Relieve de la diosa del sol de Arinna en Alaca Höyük

Arinna fue el principal centro de culto de la diosa solar Arinnitti venerada por los hititas, cuya ubicación se desconoce. De acuerdo a las fuentes era un lugar retirado y montañoso  quizás en las proximidades de la ciudad capital de Hattusa El santuario de Arinna era gobernado por un clero de origen noble, emparentado con la casa real, con una gran influencia política y económica
El nombre de la propia deidad es desconocido ya que se denomina, en los textos, como dUTU URU Arinna, es decir: "diosa solar de Arinna" (siendo los dos primeros sumerogramas predeterminativos). Más tarde la diosa fue identificada con Wurusemu, la diosa solar de los háticos, predecesores de los hititas y con Hepat, diosa madre de los hurritas.
En el panteón hitita, la diosa de Arinna llegó a ser una de las tres divinidades solares, junto a dUTU Nepisas "sol del Cielo" y dUTU Taknas "sol de la Tierra". Se consideraba al dios del clima; Tesub, como su esposo y se le atribuían hijos; Telipinu, divinidad agraria, los dioses de la tormenta Nerik y Zippalanda, las diosas de Mezzula y Hullasy Sarruma.
Esta diosa, representada a veces desnuda con los atributos de Señora de los Animales y en otras ocasiones con una amplia túnica (como en Yazılıkaya), era considerada la suprema regente del mundo terrenal y como una divinidad ctónica. A finales del siglo XIV a. C., el rey Mursili II hizo gala de especial devoción a esta diosa.